# Geodia erinacea
Geodia erinacea är en svampdjursart som först beskrevs av Lendenfeld 1888.  Geodia erinacea ingår i släktet Geodia och familjen Geodiidae.
Artens utbredningsområde är havet kring Australien. Inga underarter finns listade i Catalogue of Life.